# Département de Picún Leufú
Le département de Picún Leufú est une des 16 subdivisions de la province de Neuquén, en Argentine. Son chef-lieu est la ville de Picún Leufú.
Le département a une superficie de 4 580 km2. Sa population s'élevait à 4 272 habitants en 2001. Selon les estimations de l'INDEC argentin, il comptait 5 751 habitants en 2005.

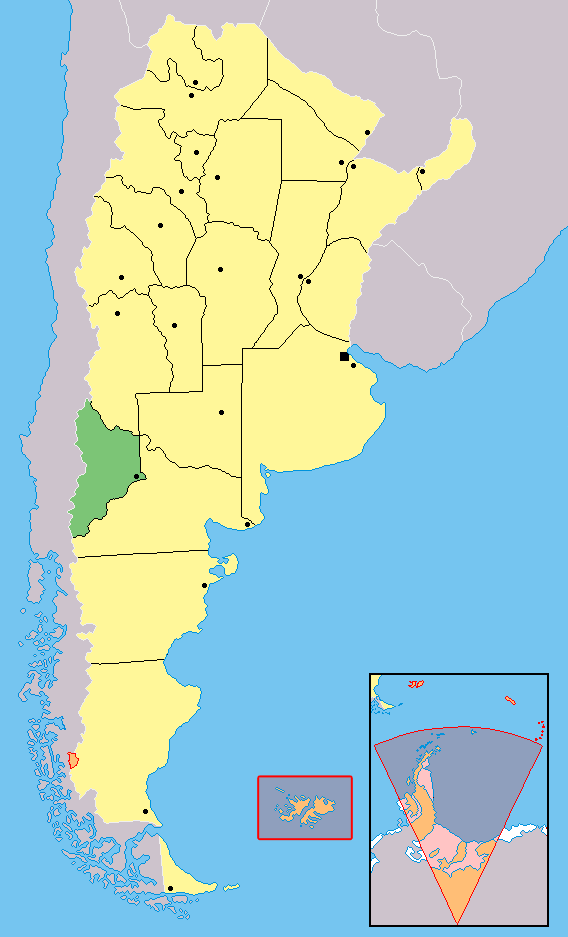
Localisation de la province de Neuquén en Argentine